# Peter Lindegaard (gartner)
 Der er flere personer med dette navn, se Peter Lindegaard.
Peter Lindegaard (16. januar 1758 i Egense ved Svendborg – 26. oktober 1832 i København) var en dansk slotsgartner.

## Uddannelse og karriere
Hans forældre kendes ikke. Da han var fjorten år gammel, kom han i lære på Hvidkilde hos gartner Posern, der var tysker. Sine kundskaber fra landsbyskolen lykkedes det ham her at udvide, idet han ved omgangen med de mange tyskere, som var ansatte på gården, fik øvelse i at tale tysk, og en guvernante på gården gav ham undervisning i fransk. 1779 kom han i lære hos gartner Christopher Dørschel på Rosenborg Slot, og om vinteren besøgte Lindegaard Kunstakademiet, hvor han drev det temmelig vidt i arkitekturen. Da han i tre år havde været lærling, blev han 1782 svend og vedblev i denne stilling til 1783, da han rejste til Holland og fik arbejde på Waterland hos Jan Hope. I 1785 blev ham tilbudt pladsen som mestersvend hos den daværende gartner på Rosenborg, Carl Emilius Døllner, hvis efterfølger han blev i 1791. I denne stilling forblev han indtil sin død, 26. oktober 1832.

## Værker og forfatterskab
På Rosenborg gennemførte han en modernisering af driverihaven ved at lade de gamle røgkanaler i drivhusene afløse af gødningsbænke. Han gik meget op i drivning af vinstokke og indførte fra Holland de såkaldte vinbakker, og i hans tid blev driverihaven et søgt lærested for unge gartnere.
Fra 1823 til 1827 stod Lindegaard for en gennemgribende omlæggelse af den forfaldne Kongens Have (approberet af Frederik VI 24. december 1822), hvor barokstilen blev afløst af den engelske landskabshave. Kun de store lindealleer lod han stå som kontrast til de nye slyngede stier.
Lindegaard udgav 1826 Om Viinstokkens Dyrkning saavel i Drivekasser som i frie Luft i Dannemark, der, oversat efter det originale manuskript, allerede 1817 var udkommet på engelsk som A new Method of Forcing Grape and Keeping them in Winter, invented and practiced by Peter Lindegaard. Han skrev endvidere flere anmærkninger i den af T. Møller i 1820 udkommende oversættelse af J.F. Blotz' og J.L. Christs Havekonsten (vol. I-III, sammen med F.L. Holbøll i vol. III), ligesom han også i denne har skrevet originale bidrag om vinstokkens behandling og drivning samt om ferskentræers kultur.
Lindegaard var korresponderende medlem af The Horticultural Society i London og har leveret afhandlinger til det af dette selskab udgivne tidsskrift (årgang 1823). Lindegaard var medlem af Det Kongelige Danske Landhusholdningsselskabs Agerdyrkningskommission, bevirkede at Selskabet fik ansat en gartner til undervisning i plantning, podning, lugning og havepasning, og var medlem af den første eksamenskommission for danske gartnere 1819. Allerede i 1811 havde han i samarbejdede med Holbøll etableret Danmarks første gartnereksamen. I 1803 modtog han Fortjenstmedaljen i guld, 1809 blev han Dannebrogsmand og 1828 Ridder af Dannebrog.
Han blev gift 10. august 1791 i Trinitatis Kirke med Anna Elisabeth Erichsen (1. december 1758 i Tved - 18. oktober 1827 i København), datter af ladefoged på Bjørnemose Hans Erichsen og Dorthe Marie Rasmusdatter.
Han er begravet på Assistens Kirkegård. Hans gravmonument udført af H.E. Freund 1834 findes nu i Kongens Have.

## Gengivelser
- Tegning af Søren L. Lange 1786
- Portrætmaleri af Jørgen Roed 1830 (kopi i De Danske Kongers Kronologiske Samling), xylografi efter dette af Carl Hammer 1883